# 岩倉獄
岩倉獄（いわくらごく）は、江戸時代に長州藩によって萩に設けられた獄屋敷である。

## 概要
長州藩には士分（武士階級）の者を収容する上牢である野山獄と、士分以外の者を収容する下牢である岩倉獄が設けられた。
長州藩の大組藩士であった野山六右衛門の屋敷と、同じく大組藩士であった岩倉孫兵衛の屋敷は道路を隔てて向かい合わせであった。正保2年（1645年）9月17日の夜、岩倉孫兵衛が酒に酔って野山六右衛門の屋敷に押し入り、家族を殺傷する事件を起こした。この時、岩倉孫兵衛は野山宅に幽閉され、のちに斬首の刑に処された。しかし、喧嘩両成敗により両家は取りつぶしとなり、屋敷が没収され、後に屋敷跡は牢獄に建て替えられた。
切り込んだ岩倉家側に非があるとして、岩倉獄は下牢とされた。野山獄とは異なり環境が劣悪で、着物や食べ物が満足に与えられなかったため、吉田松陰と共に黒船で密航を企てた金子重之輔は岩倉獄で病死している。
現在は史跡として整備され、重輔絶命の詩碑と松陰が重輔に与えた詩碑が建てられている。